# 新砂
新砂（しんすな）は、東京都江東区の地名。現行行政地名は新砂一丁目から新砂三丁目。住居表示実施済区域。

## 地理
東京都江東区の東端部に位置し、城東地域内に当たる。北部は住宅地・オフィス街、南部は工業地帯であり、南砂町駅の駅前広場なども含まれる。隣接する地域は北は南砂および東砂、東は江戸川区清新町、南は夢の島、西は東陽および塩浜。町域の東辺を荒川、南辺を砂町運河、西辺を曙北運河である。
西側の新砂一丁目・新砂二丁目と東側の新砂三丁目の2つの地域は砂町北運河によって完全に分かれており、北端を除いては橋が無く東西の移動は困難である。
西側の北部は東陽町駅に近く、大企業の本社などがある。北部から中部にかけては総武快速線新小岩信号場駅から分岐した貨物支線（越中島支線）が走っており、越中島貨物駅（塩浜）につながっている。新砂は歴史的に越中島貨物駅と密接な関係があり、現在でも大企業の物流倉庫や自社専用のトラックターミナルが多いようである。江東区は倉庫業の盛んな地域（事業所数が都内2位、倉庫面積が23区1位）で、特に新砂には地域を代表する集配拠点が集まっている。北部には佐川急便の東京本社があり、潮見駅に近い南部には日本通運の中央ターミナルや日本郵便の新東京郵便局がある。新砂に集まる荷物は1日に1万5000トンといわれている。新砂の西側は塩浜や夢の島と橋でつながっており、首都高速湾岸線を利用しやすい。
東側は荒川右岸河口部に位置している。北部は南砂町駅に近く住宅地や商業地となっており、清砂大橋により江戸川区と繋がっている。東側は南部を中心に東京都水道局江東給水所、東京都下水道局砂町水再生センターや東部汚泥処理プラント、東京電力パワーグリッド江東変電所などの大規模な公共供給施設が存在している。下水道の余熱は地域の冷暖房として利用されており、順天堂東京江東高齢者医療センター等に供給されている。南端には新砂水門があり、東京港の外縁を守っている。今のところ夢の島への橋は無いが、将来的には補助144号線が計画されており、放射16号線と国道357号をつなぐ予定である。また清砂大橋の開通以降、東側にも東京国際郵便局などの物流施設が集まり始めている。
中央の砂町北運河沿いにはIHI造船化工機の砂町工場のような造船所やヨットハーバーが点在していたが、IHI造船化工機は2009年にIHIに合併吸収され、2014年に砂町工場は閉鎖された。北運河とつながる砂町運河は交通量の多い幹線で、東京水辺ラインなどが通っている。

### 河川・運河
- 荒川
  - 清砂大橋
- 砂町運河
  - 夢の島大橋
- 曙北運河
  - 新砂橋
  - 砂潮橋

## 歴史
名前の由来は砂町を開発した砂村新左衛門に由来する。砂町と新砂はともに埋立地で、新砂一帯は明治時代以降に埋め立てが進んだ。ただし、新砂という地名が成立したのは住居表示制度実施時である。
新砂の西側は、越中島駅に関連して埋め立てられた。新砂二丁目は東京港の越中島駅敷地造成事業計画の一環として造成された「砂町東部埋立地」で、1938年（昭和13年）から本格的に埋め立てが始まった。歓楽地であった洲崎の東に位置しており、造成事業が始まる直前の1936年（昭和11年）には洲崎球場が作られた。越中島支線より南が埋め立てられたのは戦後である。
新砂の東側は、荒川放水路の河口として埋め立てられた。1930年（昭和5年）には島状の埋立地にて砂町汚水処分場が運転を開始した。現在は河口付近がスーパー堤防化されている。2004年（平成16年）には清砂大橋が開通し、これに伴い「新砂土地区画整理事業」が行われた。事業により南砂町駅の南側を中心に再開発が進み、永代通りの北側に大規模なマンション、南側には病院や商業施設が完成した。2010年代に入っても開発は続き、2011年からは南砂町駅の改良工事が始まり、2014年3月にはアシックスジャパン本社ビルが完成した。

### 沿革
- 1930年（昭和5年）- 東京都下水道局の砂町汚水処分場（現：砂町水再生センター）が作られた。
- 1932年（昭和7年）- 砂町は東京市に編入されて亀戸町、大島町と合併し城東区となった。この時に旧・大字永代、本砂町、平井、四十町を合わせた地域を南砂町一丁目から南砂町九丁目とした。
- 1967年（昭和42年）7月1日 - 住居表示を施行。南砂町四丁目の大半と南砂町九丁目は新砂一丁目・新砂二丁目・新砂三丁目となった。
- 1990年代 - 旧・新東京郵便局内店舗として営業していたアップルマートが、現在では広く浸透しているコンビニエンスストアにおけるビル・企業施設内展開の店舗として初の店舗となっていた（現在では他コンビニチェーン店が入居している）。
- 2004年（平成16年）3月28日 - 清砂大橋が開通。これにより同町から区境を跨いで隣接する江戸川区と繋がった。
- 2009年（平成21年）11月1日 - 新砂三丁目の残余部分（東京港埋立14号地に属する部分）にも住居表示を実施。

## 世帯数と人口
2023年（令和5年）1月1日現在（東京都発表）の世帯数と人口は以下の通りである。
| 丁目       | 世帯数    | 人口    |
| ---------- | --------- | ------- |
| 新砂一丁目 | 419世帯   | 831人   |
| 新砂二丁目 | 180世帯   | 456人   |
| 新砂三丁目 | 1,862世帯 | 4,464人 |
| 計         | 2,461世帯 | 5,751人 |

### 人口の変遷
国勢調査による人口の推移。
| 年                 | 人口  |
| ------------------ | ----- |
| 1995年（平成7年）  | 643   |
| 2000年（平成12年） | 541   |
| 2005年（平成17年） | 2,785 |
| 2010年（平成22年） | 6,362 |
| 2015年（平成27年） | 6,506 |
| 2020年（令和2年）  | 6,159 |

### 世帯数の変遷
国勢調査による世帯数の推移。
| 年                 | 世帯数 |
| ------------------ | ------ |
| 1995年（平成7年）  | 504    |
| 2000年（平成12年） | 418    |
| 2005年（平成17年） | 1,286  |
| 2010年（平成22年） | 2,564  |
| 2015年（平成27年） | 2,610  |
| 2020年（令和2年）  | 2,416  |

## 学区
区立小・中学校に通う場合、学区は以下の通りとなる（2023年4月時点）。
| 丁目       | 番地               | 小学校                 | 中学校                 |
| ---------- | ------------------ | ---------------------- | ---------------------- |
| 新砂一丁目 | 1番                | 江東区立南陽小学校     | 江東区立東陽中学校     |
| 新砂一丁目 | その他             | 江東区立南砂小学校     | 江東区立南砂中学校     |
| 新砂二丁目 | 全域               | 江東区立南砂小学校     | 江東区立南砂中学校     |
| 新砂三丁目 | 4番37〜44号        | 江東区立南砂小学校     | 江東区立第三砂町中学校 |
| 新砂三丁目 | 3番17〜18号 4番3号 | 江東区立第五砂町小学校 | 江東区立第三砂町中学校 |
| 新砂三丁目 | 5〜8番             | 江東区立第三砂町小学校 | 江東区立第二砂町中学校 |
| 新砂三丁目 | その他             | 江東区立第三砂町小学校 | 江東区立第三砂町中学校 |

## 交通

### 鉄道
- 東京メトロ東西線 ○南砂町駅 - 地内に出入口が設けられている（駅長室の所在地：南砂）。

### バス
主に明治通りと永代通りで運行されている。
明治通りで運行されている系統
- 錦18系統：亀戸駅通り・錦糸町駅方面/新木場駅方面（平日のみ）
- 急行05系統：亀戸駅通り・錦糸町駅方面/新木場駅・日本科学未来館方面（土休日のみ）
- 木11甲：東陽町駅方面/新木場駅方面
- 木11乙：東陽町駅方面/潮見駅方面（朝夕のみ）
- 木11折返：東陽町駅方面/新木場駅・若洲キャンプ場方面

永代通りで運行されている系統
- 陽20系統：東陽町駅方面/東大島駅方面
- 錦22系統：東陽町駅・錦糸町駅方面/西葛西駅・臨海車庫方面（本数少）
- 亀23系統：南砂町駅・北砂五丁目団地・亀戸駅方面

### 道路
- 東京都道・千葉県道10号東京浦安線（永代通り）
- 東京都道306号王子千住夢の島線（明治通り）

## 事業所
2021年（令和3年）現在の経済センサス調査による事業所数と従業員数は以下の通りである。
| 丁目       | 事業所数  | 従業員数 |
| ---------- | --------- | -------- |
| 新砂一丁目 | 172事業所 | 11,200人 |
| 新砂二丁目 | 71事業所  | 7,518人  |
| 新砂三丁目 | 246事業所 | 8,151人  |
| 計         | 489事業所 | 26,869人 |

### 事業者数の変遷
経済センサスによる事業所数の推移。
| 年                 | 事業者数 |
| ------------------ | -------- |
| 2016年（平成28年） | 431      |
| 2021年（令和3年）  | 489      |

### 従業員数の変遷
経済センサスによる従業員数の推移。
| 年                 | 従業員数 |
| ------------------ | -------- |
| 2016年（平成28年） | 26,266   |
| 2021年（令和3年）  | 26,869   |

## 施設
商業施設

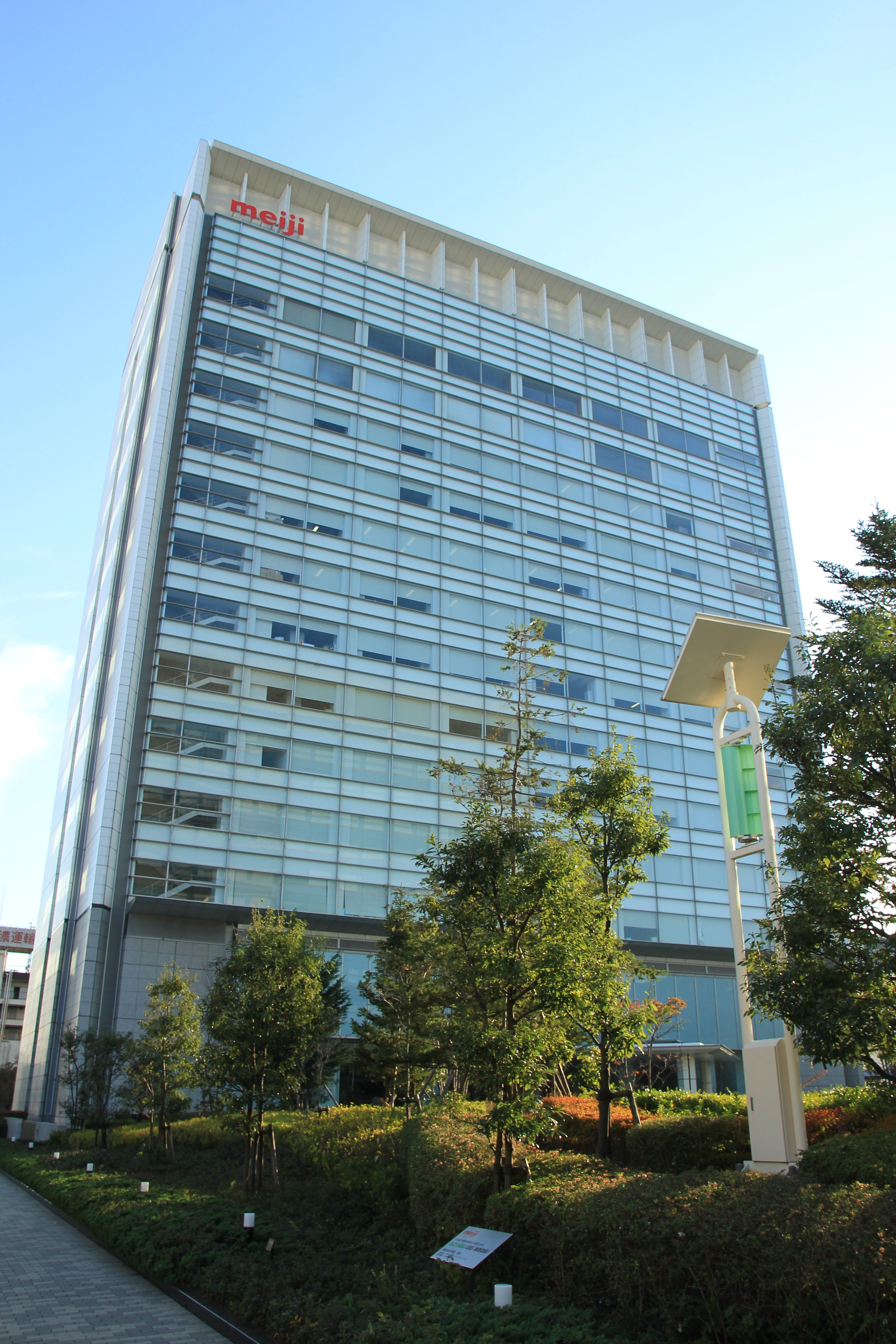
明治本社

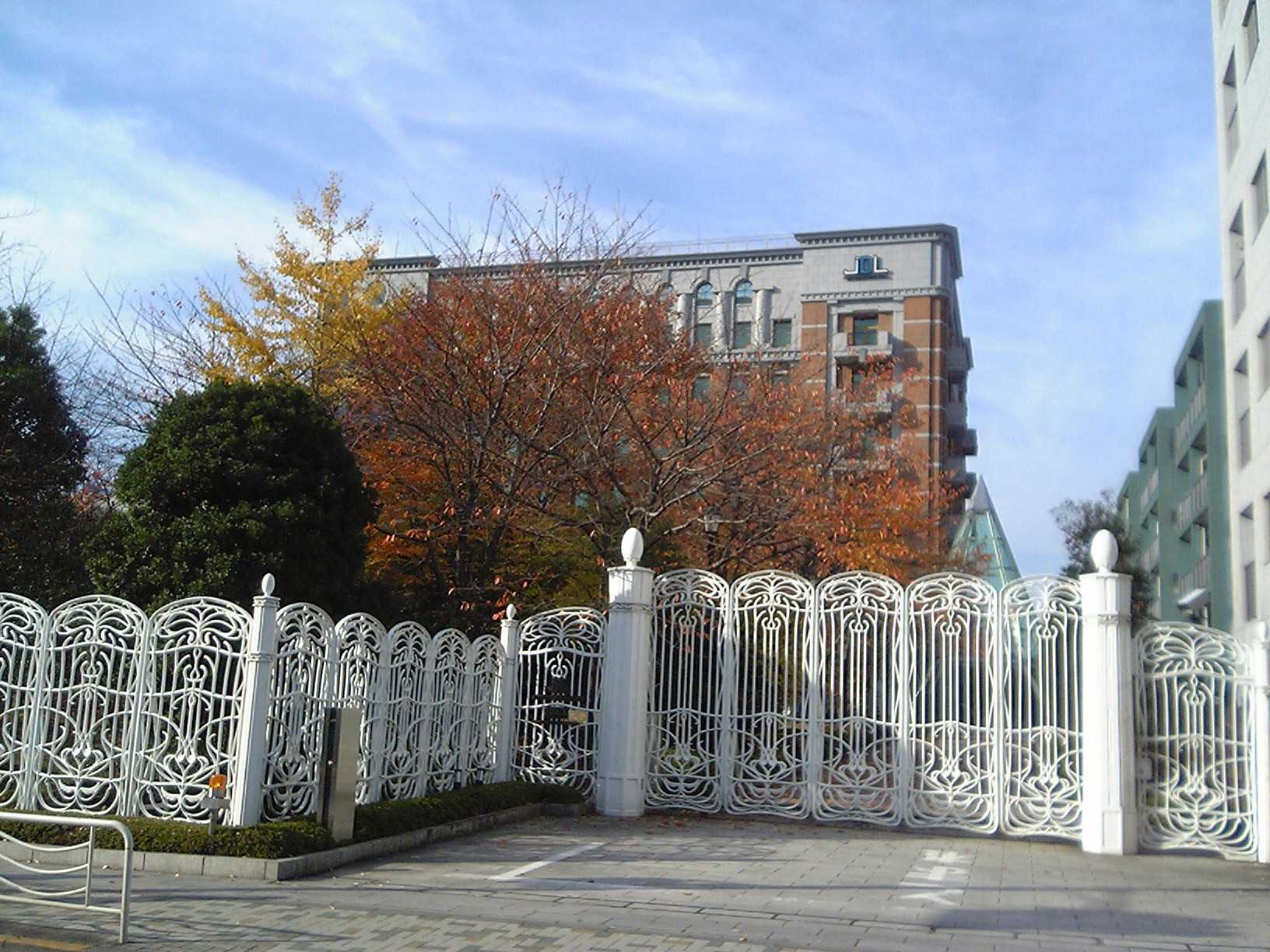
日本デジタル研究所 (JDL) 本社

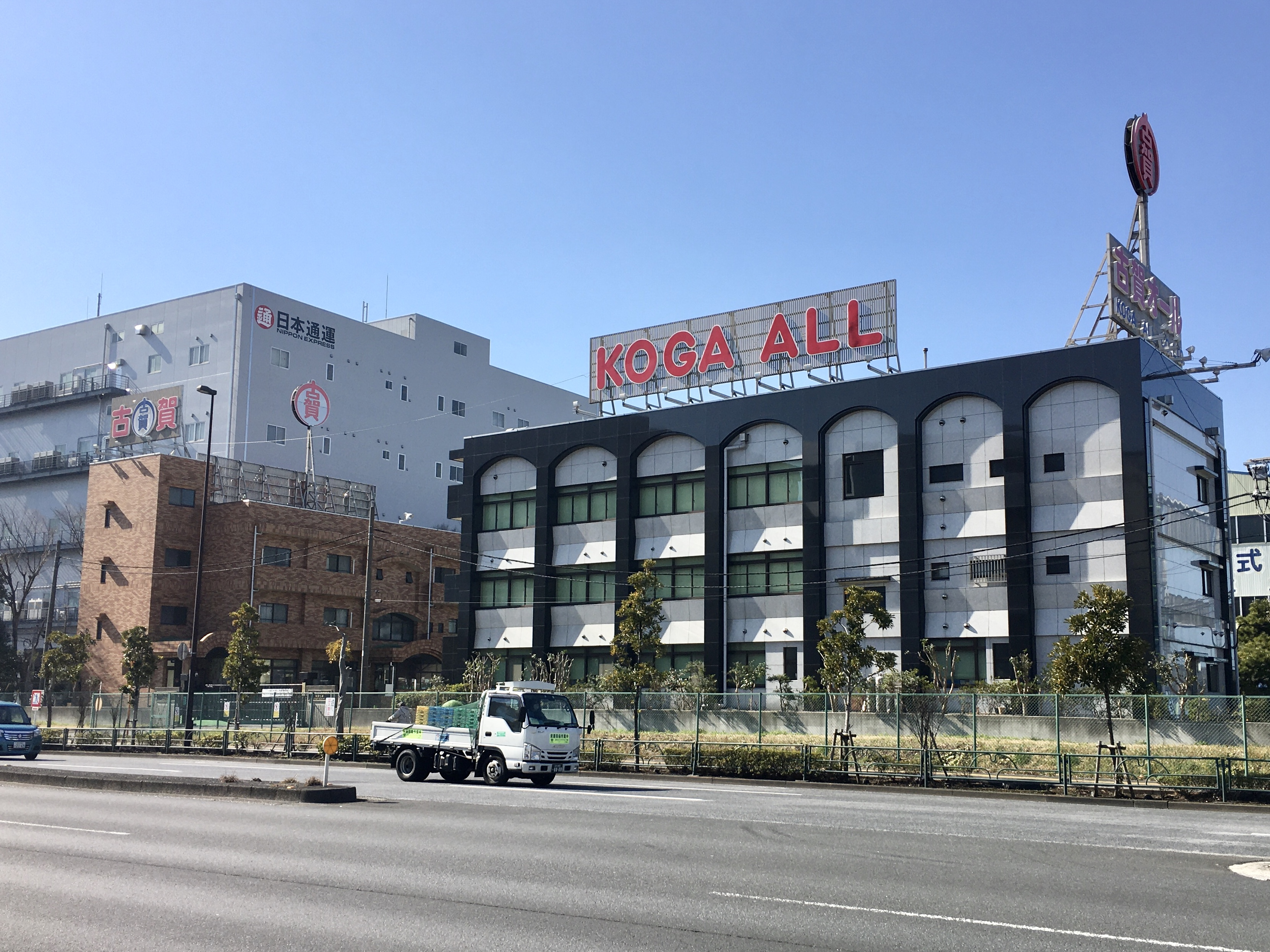
古賀オール東京工場

- SUNAMO (3-4-31)[27]、2008年（平成20年）10月9日開店[28]、大型商業施設[29]）
- ヤマダデンキYAMADA web.com 江東新砂店

公園
- 新砂運動場
- 新砂あゆみ公園
- 新砂のぞみ公園
- 新砂めぐみ公園
- 荒川砂町水辺公園

公共機関
- 警視庁第九機動隊
- 警視庁江東運転免許試験場
- 東京都土木技術支援・人材育成センター
- 東京都環境科学研究所
- 東京都下水道局 砂町水再生センター

企業
- インテック 東京本店
- 竹中工務店 東京本店/竹中土木 本社
- SGホールディングス 東京本社（登記上の本店は京都市南区）
- 佐川急便 東京本社（登記上の本店は京都市南区）
- 日本デジタル研究所 本社
- 日本郵便 新東京郵便局・東京国際郵便局
- アシックスジャパン本社
- 明治（旧：明治乳業） 旧本社
  - 明治フレッシュネットワーク本社
- 古賀オール東京工場

医療
- 順天堂大学医学部附属順天堂東京江東高齢者医療センター
- 東京都立東部療育センター

史跡
- 洲崎球場

## その他

### 日本郵便
- 郵便番号 : 136-0075[3]（集配局 : 城東郵便局[30]）。